# 洛内特河畔韦尔
洛内特河畔韦尔（法語：Ver-sur-Launette，法語發音：[vɛʁ syʁ lonɛt]）是法国瓦兹省的一个市镇，属于桑利斯区。

## 地理
洛内特河畔韦尔（49°6'18"N, 2°41'7"E）面积13.18 平方千米，位于法国上法蘭西大區瓦兹省，该省份为法国北部内陆省份，北起索姆省，西接厄尔省和滨海塞纳省，南至塞纳-马恩省和瓦兹河谷省，东临埃纳省。
与洛内特河畔韦尔接壤的市镇（或旧市镇、城区）包括：埃默农维尔、奥蒂斯、埃沃、方丹沙利、莫尔泰丰坦。

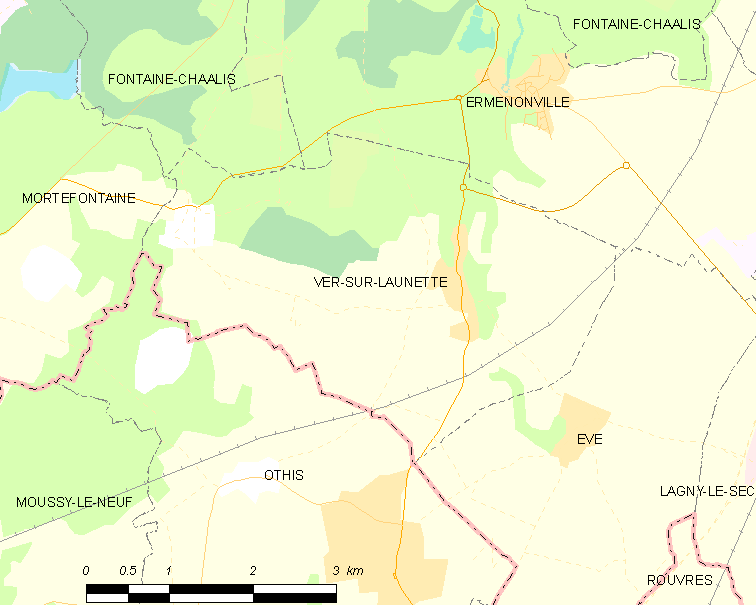
洛内特河畔韦尔的OSM定位图

洛内特河畔韦尔的时区为UTC+01:00、UTC+02:00（夏令时）。

## 行政
洛内特河畔韦尔的邮政编码为60950，INSEE市镇编码为60666。

## 政治
洛内特河畔韦尔所属的省级选区为楠特伊勒欧杜安县。

## 人口

1962-2008年间洛内特河畔韦尔人口变化图示

洛内特河畔韦尔于2022年1月1日时的人口数量为1155人。